# 成報
《成報》是香港其中一份中文綜合性報章，其創辦人為何文法。在1950至60年代，《成報》曾是香港最暢銷的三大報章之一。其經營者為成報傳媒（港交所除牌代碼8010.HK）。

## 歷史

### 早年
《成報》於1939年5月1日創刊，由當時年僅24歲的何文法與何文允、呂廣進, 汪玉亭、陳平等六人創辦，是香港目前歷史最悠久的中文報章，成立之初規模相當小，總共只有10名員工。《成報》命名簡單易記，「成」字有成功之意。創刊時社址位於中環利源東街20號。早期每天出紙一大張，每份售價一仙。報紙立場持平中肯，並重視副刊及娛樂資訊等內容，受到讀者歡迎，創刊半年便成為香港銷量最高的報紙。
1941年太平洋戰争爆發，《成報》一度停刊，1945年第二次世界大戰結束，香港重光，何文法將之復刊。1951年，購入北角英皇道101號設報社。在1950至60年代，《成報》繼續成為香港銷量最高的報紙，並取得接近一半的市場佔有率，香港政府出版的1954年《香港年報》亦有記載，高峰期《成報》員工達600多人。
1969年，《東方日報》創刊，並成為當時《成報》的最大競爭對手。《成報》曾經進行改革，並在1980至90年代初期，一直保持香港最暢銷報紙第2位。1989年，《成報》每日銷量曾超過25萬份。
1995年，《蘋果日報》創刊，掀起報業大戰。《成報》由於社長何文法年事已高，健康狀況轉差，期間進行過兩次大手術，因此並無即時回應市場狀況進行重大改革，銷量逐漸下跌。

### 易手
2000年11月，何文法家族以1億6000萬港元把《成報》售予商人陳國強旗下上市公司中策集團和東方魅力合組的公司。交易由何文法兒子何國維促成，何文法提出的條件，包括保留《成報》的名稱及保留全部員工。
易手後，《成報》由陳國強任主席，張國華擔任行政總裁，何文法家族則由何國維擔任發行及印刷管理工作，並推行多項改革。改革後，《成報》的銷量曾經有起色，可惜並不持久。陳國強已投放不少資金，但《成報》仍未取得利潤。
2002年1月19日，《成報》創辦人何文法因病辭世，享年91歲，假香港殯儀館設靈，民政事務局局長林煥光和商業電台營運總裁鄭丹瑞到場弔唁，而長和系主席李嘉誠、全國政協常委徐展堂、英皇娛樂老闆楊受成夫婦等人則致送花牌，以示哀悼。 2003年初，陳國強將《成報》75%股權，售予商人吳征旗下的陽光文化，同時將「成報傳媒」易名為「現代旌旗出版」，並取消風月題材的「歡喜版」。
2004年下半年，內地民營企業家覃輝從吳征手中獲得控股權，由星美出版集團（HKSE: 8010）持有。2006年12月3日，《成報》搬遷至筲箕灣阿公岩村道川匯集團大廈2及3樓，其後《新報》亦遷入同大廈的5及6樓。2008年5月，香港商人楊家誠入股成報，並於9月1日正式接掌成報。2009年2月18日，《成報》全新網站正式啟動。2009年3月，《成報》宣布開始於多間酒樓置放成報專用報紙架，供食客閱讀。2009年9月28日，行政總裁余懷英調任英格蘭超級足球聯賽球隊伯明翰城球會副主席，其職由葉玲接任。
2011年8月，田炳信擔任成報主席，當時的大股東是謝海榆。2013年底，《成報》再次易主，張家華獲任董事局主席，同年10月卸任。內地商人谷卓恆在2014年入主成報。

### 清盤
2015年1月12日，深圳P2P網站美贷网向媒体确认，其实际控制人谷卓恒已失联跑路。
2015年7月15日，香港高等法院委任畢馬威中國合夥人兼重組服務主管杜艾迪及黃詠詩為《成報》母公司成報傳媒集團有限公司的臨時清盤人。7月16日《成報》於頭版刊登「嚴正聲明」，表示今次清盤事件是針對母公司「成報傳媒集團有限公司」，與旗下《成報》及其他刊物的子公司無關，刊物出版不受影響，臨時清盤人已邀請董事局主席谷卓恆繼續投資。同日下午，畢馬威將《成報》的銀行帳戶凍結，《成報》因戶口遭凍結無法支付印刷費而於7月17日起開始暫時停止印刷版，但如常在網站刊登電子版。
2015年8月6日，停刊二十天的《成報》復刊，換上新報頭，頭版上半版寫上「雨過天青　成報復刊　廣招人才」大字，下半版則是「急聘」港聞/時事專題記者、財經/地產記者、多媒體編輯、資深多媒體娛樂記者等。8月14日，香港聯合交易所发布公告，取消其上市地位。2016年8月30日，《成报》刊文批评時任特首梁振英“助长‘香港獨立運動’”，并与中央政府驻香港联络办公室“坐大谋权”；9月1日刊登声明，認為“梁振英、中联办利益团伙曝光”，要求停止打压言论自由；谷卓恆署名声明称其一直遭到政治打击报复。2017年7月1日，隨着林鄭月娥就任行政長官，成報的反梁路線逐漸消失，並在好一段時間維持與政府相對溫和的關係。不過到2019年，逃犯條例修訂引起社會極大反彈，老闆谷卓恆更自爆，自己曾經有試過被國安綁架的經驗，但幸而逃脫。
2020年8月，谷卓恒因拖欠金利丰财务有限公司逾一亿元，已被颁令破产，成報正式易手，如常出版。

## 社址
- 1939年，中環利源東街20號
- 1940年，上環永樂街37號
- 1947年，中環威靈頓街20號
- 1951年，北角英皇道101號
- 2006年，筲箕灣阿公岩村道川匯集團大廈2及3樓
- 2012年，觀塘聯僑廣場5-8樓
- 2016年，觀塘威利廣場23樓
- 2023年，觀塘泉源工業大廈5樓B1

## 資料來源
- 成報搬遷特輯，2006年12月3日，S01版
- 2006年4月29日 《成報》集體請假員工促公司交代財政情況 - 港聞 星島日報
- 何文法長女何卓慧談當年易手原因
- “殼王”錦興集團（#0275）主席陳國強投資《成報》兩年多以來蝕4億至5億，2003年初，作價1億元售予“陽光文化”
- 香港《成報》易主的背後 （页面存档备份，存于）

## 外部連結
- 成報網站 （页面存档备份，存于）